# Klutiana pentagona
Klutiana pentagona là một loài tò vò trong họ Ichneumonidae.